# 埃克蘭山

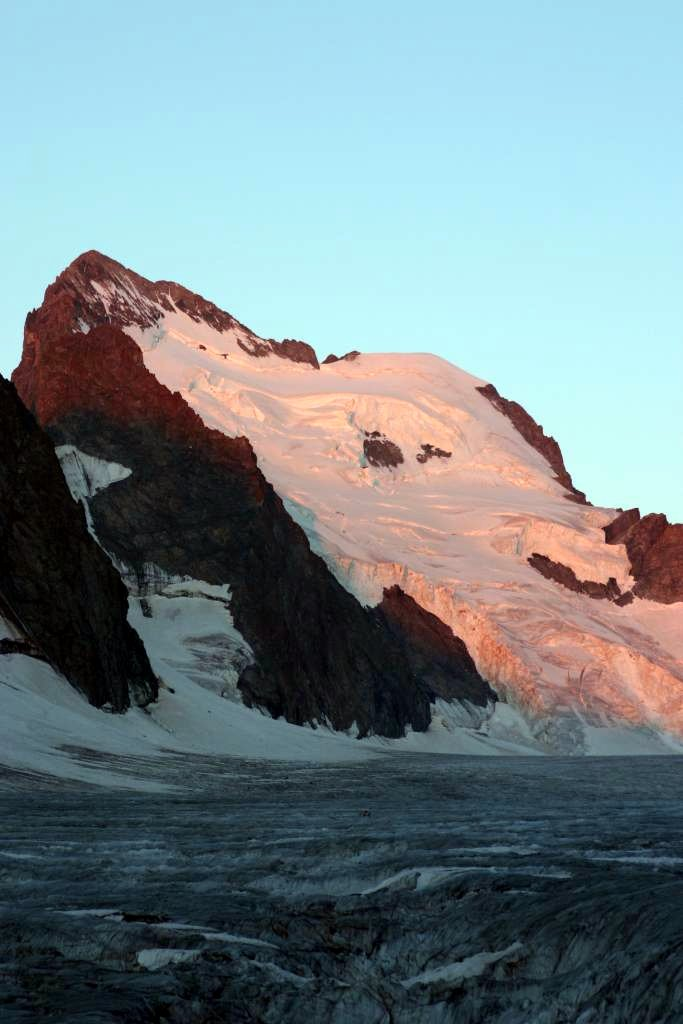

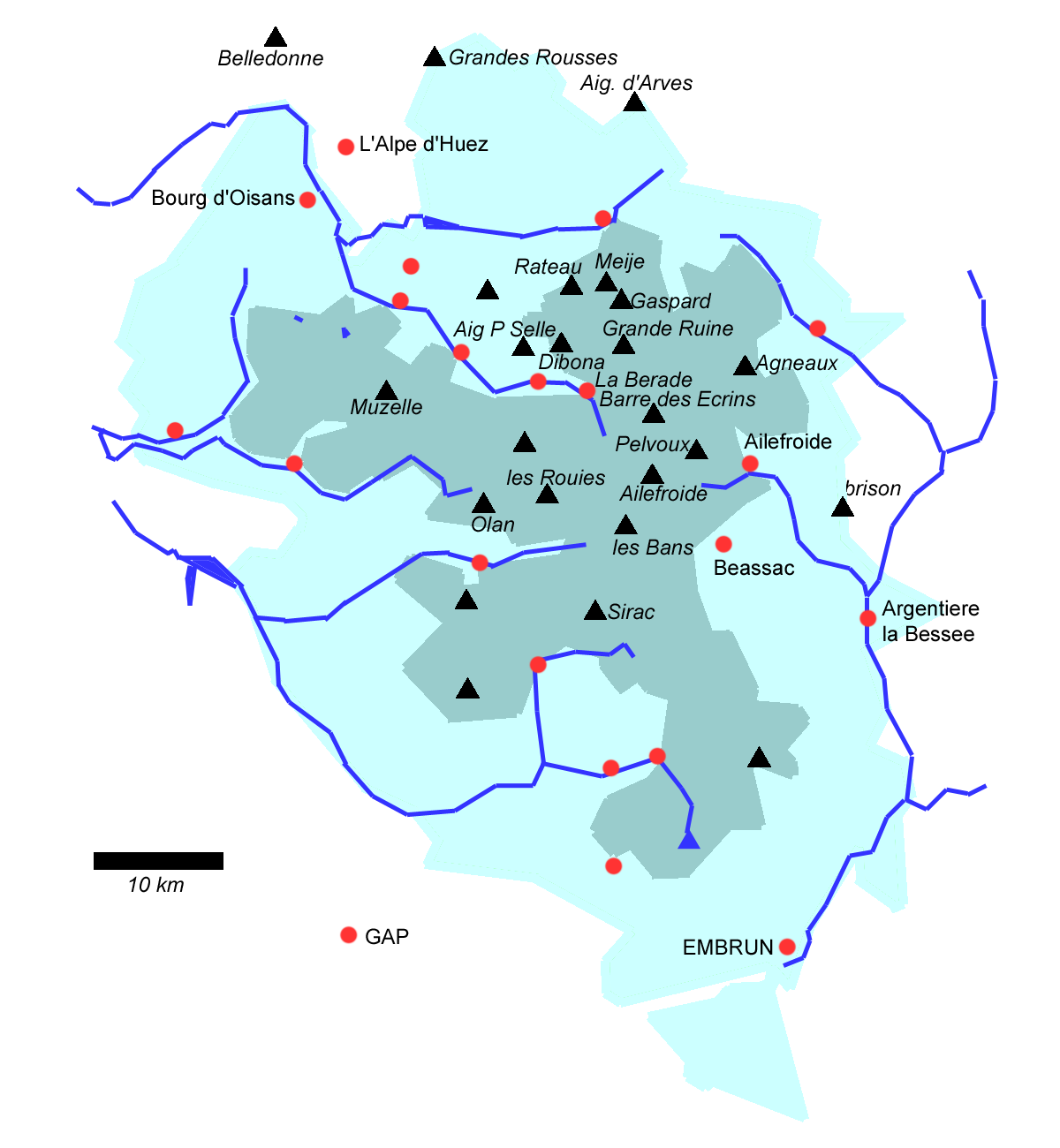

44°55′23″N 6°21′36″E / 44.92306°N 6.36000°E
埃克蘭山（法語：Massif des Écrins，法語：[masif de.z‿ekʁɛ̃]）是法國的山體，位於該國東南部，橫跨上阿爾卑斯省和伊澤爾省，屬於多菲内山的一部分，最高點是海拔高度4,102米的巴尔德塞克兰峰。